# ليز كار
إليزابيث آن كار (ولدت في ٢١ نيسان ١٩٧٢) هي ممثلة إنجليزية، وكوميدية، ومذيعة، وناشطة دولية في حقوق ذوي الإعاقة. تعرف بدورها كشخصية كلاريسا موليري في دراما الجريمة بي بي سي سايلنت ويتنس (٢٠١٣–٢٠٢٠)، ولنشاطها في مجال حقوق ذوي الإعاقة، ولتقديمها الفيلم الوثائقي بي بي سي بيتر أوف ديد؟ (٢٠٢٤).
في آذار ٢٠٢١، أُعلن انضمام كار إلى طاقم مسلسل ذا ويتشر بدور فين في الموسم الثاني. في كانون الأول من نفس العام، أُعلن انضمامها إلى طاقم مسلسل جود أومينز في الموسم الثاني بدور الملاك ساراكايل. بين أيلول وكانون الأول ٢٠٢١، لعبت دور الدكتورة إيما بروكنر في إعادة عرض مسرحية ذا نورمال هارت في المسرح الوطني الملكي، مما شكل أول مرة يؤدي فيها شخص معاق هذا الدور على المسرح. وبعد ذلك فازت بجائزة لورانس أوليفييه لأفضل ممثلة في دور مساعد في جوائز لورانس أوليفييه ٢٠٢٢. انضمت كار إلى طاقم الموسم الثاني من مسلسل لوكي على ديزني+ بدور القاضية جامبل.
وُلدت كار في ٢١ نيسان ١٩٧٢ في بورت صنلايت ونشأت في بيبينغتون، ميرسيسايد. التحقت بمدرسة أبون هول إف سي جي في أبون، ميرسيسايد، وبمدرسة بيركنهيد الثانوية في بيركنهيد. درست القانون في جامعة نوتنغهام.

## المهنة

### الكوميديا
كانت جزءًا من عدة مجموعات كوميدية، منها أبنورمالي فني بيبول مع تانيلي ديفيس، وستيف داي، وستيف بيست، وسيمون مينتي، وكريس ماكوسلاند.
في عام ٢٠٠٧، كانت وصيفة في مسابقة هاكني إمباير لأفضل فنان جديد.
شاركت كار في تقديم بودكاست أوتش! الحائز على جائزة جمعية التلفزيون الملكية لبي بي سي مع مات فريزر من ٢٠٠٦ حتى ٢٠١٣، وعملت في عام ٢٠١١ كباحثة في برنامج بي بي سي الكوميدي هاف آي جوت نيوز فور يو.
كانت كار في الثلاثينيات من عمرها عندما قامت بأول دور تمثيلي احترافي لها، حيث لعبت دور الأم الشجاعة قبل أن تتجه إلى يونغ فيك مع مسرحية أخرى لبرتولت بريشت بعنوان الاستثناء والقانون. في عام ٢٠١٣، انضمت إلى مسلسل الجريمة والإثارة طويل الأمد بي بي سي سايلنت ويتنس بدور كلاريسا موليري. في ٥ شباط ٢٠٢٠، أُعلن عن مغادرتها المسلسل بعد ثماني سنوات.
في عام ٢٠١٩، لعبت كار دور الدكتورة مارلو رودس في مسلسل ذا أو إيه. في عام ٢٠٢٠، ظهرت كمحاضرة جامعية في المسلسل المصغر ديفز.
في آذار ٢٠٢١، أُعلن أن كار انضمت إلى طاقم مسلسل ذا ويتشر بدور فين في الموسم الثاني من المسلسل. في كانون الأول من نفس العام، أُعلن انضمامها إلى طاقم مسلسل جود أومينز في الموسم الثاني بدور الملاك ساراكايل. بين أيلول وكانون الأول ٢٠٢١، لعبت دور الدكتورة إيما بروكنر في إعادة عرض مسرحية ذا نورمال هارت في ويست إند بالمسرح الوطني الملكي، مما شكّل أول مرة يؤدي فيها شخص معاق هذا الدور على خشبة المسرح. وبعد ذلك فازت بجائزة لورانس أوليفييه لأفضل ممثلة في دور مساعد في جوائز لورانس أوليفييه لعام ٢٠٢٢. انضمت كار إلى طاقم الموسم الثاني من مسلسل لوكي على ديزني+ بدور القاضية جامبل.

## النشاط في مجال حقوق ذوي الإعاقة
تعاني كار من إعاقة منذ أن كانت في السابعة من عمرها، بسبب مرض التصلب المتعدد الخلقي، واستخدمت الكرسي المتحرك منذ سن الرابعة عشرة. هي صريحة بشأن حياتها كشخص معاق والكوميديا المتأصلة التي يجلبها ذلك: "لقد تلقيت بعض الهمهمات، وهذا أمر رائع... أبدو ضعيفة للبعض، فيقولون: 'هي تتحدث عن الجنس، وتسب.' كل الصور النمطية التي لم تكن تتوقعها. الناس عمومًا يبدون مذعورين. 'يا إلهي، هل ستكون مضحكة؟ هل يمكننا الضحك على هذا؟'"
انخرطت كار في السياسة وحقوق ذوي الإعاقة والنشاط أثناء دراستها في جامعة نوتنغهام. بعد تخرجها تركت دراسة القانون لتعمل كمدربة مساواة لذوي الإعاقة. كانت ناشطة في حقوق ذوي الإعاقة في المملكة المتحدة وتحدثت في العديد من التجمعات. في أيار ٢٠٠٨، انضمت إلى منظمة آدابت، وهي مجموعة بارزة لحقوق ذوي الإعاقة في الولايات المتحدة، لجمع التبرعات وللاحتجاج ضد موقف المرشح الرئاسي جون ماكين بشأن مشروع قانون يسمح للأمريكيين المؤهلين لتغطية ميديكيد لتكاليف دور رعاية المسنين باستخدامها بدلًا من ذلك للرعاية المنزلية أو المجتمعية، مما يسهل على ذوي الإعاقة البقاء في منازلهم.
في عام ٢٠١١، شاركت كار في مناظرة برنامج نيوزنايت حول القتل الرحيم، بعد عرض فيلم بي بي سي تيري براتشيت: اختيار الموت، والذي شارك فيه جيرمي باكسمن وديفيد آرونوفيتش. عارضت كار مشروع قانون القتل الرحيم الذي قدمه اللورد فالكونر، قائلة: "أخشى أننا قد قللنا من قيمة بعض فئات الناس — المرضى، وذوي الإعاقة، وكبار السن — بحيث لا أعتقد أنه من مصلحتهم أن يُكرس القانون حق الأطباء في قتل بعض الأشخاص."
في عام ٢٠٢٤، قدمت كار فيلماً وثائقياً بعنوان بيتر أوف ديد؟ تدعو فيه ضد القتل الرحيم. ومن المقرر أن تظهر كار في مهرجان غرينبيلت في عام ٢٠٢٥ لتشارك أسبابها في الاعتقاد بأن المملكة المتحدة يجب ألا تقنن القتل الرحيم.

## الحياة الشخصية
في عام ٢٠١٠، دخلت كار في شراكة مدنية مع شريكتها الطويلة الأمد، جو تشيرش، في ما وصفته كار بأنه "حفل زفاف خاص للغاية على الكرسي المتحرك". ألقى والدها خطابًا مازحًا فيه قائلاً إنه ممنوع من استخدام كلمات مثل "شجاعة". قامت كار وشريكتها بتسجيل رقصتهما الأولى مسبقًا، حيث رقصتا على لحن فيلم الرقص القذر، ورفعتهما فرقة الإطفاء المحلية هي وكرسيها عالياً.
في ١٠ آب ٢٠١٧، تعرضت كار ومساعدتها الشخصية لهجوم من قبل رجل مسلح بمقص. تم القبض على المعتدي واحتجازه بموجب قانون الصحة النفسية لعام ٢٠٠٧.

## فيلموغرافيا

### فيلم
| سنة  | عنوان                 | دور        | ملحوظات |
| ---- | --------------------- | ---------- | ------- |
| 2017 | المسرع                | مقدم الموت |         |
| 2021 | لانهائي               | جاريك      |         |
| 2022 | ثم التقت باربرا بآلان | ليز        |         |

### التلفاز
| سنة       | عنوان                   | دور                | ملحوظات                      |
| --------- | ----------------------- | ------------------ | ---------------------------- |
| 2013–2020 | الشاهد الصامت           | كلاريسا موليري     | 79 حلقة                      |
| 2018      | البؤساء                 | بواب               | الحلقة رقم 1.1               |
| 2019      | منظمة التعاون الاقتصادي | الدكتور مارلو رودس | حلقتين                       |
| 2019      | هل أكذب عليك؟           | نفسها              | السلسلة 13                   |
| 2020      | المطورون                | محاضر              | الحلقة رقم 1.5               |
| 2020      | قصص كريبت               | ميج                | حلقتين                       |
| 2021      | الساحر                  | فين                | حلقتين                       |
| 2022      | هذا سوف يؤلم            | تينا               | الحلقة رقم 1.7               |
| 2023      | فأل خير                 | سراقيل             | 3 حلقات                      |
| 2023      | لوكي                    | القاضي جامبل       | 3 حلقات                      |
| 2024      | هل من الأفضل أن أموت؟   | نفسها              | فيلم وثائقي على قناة BBC One |

المسرح
| سنة  | عنوان           | دور                    | ملحوظات              |
| ---- | --------------- | ---------------------- | -------------------- |
| 2021 | القلب الطبيعي   | الدكتورة إيما بروكنر   | المسرح الوطني الملكي |
| 2024 | محادثات لا توصف | هارييت ماكبرايد جونسون |                      |

## روابط خارجية
- ليز كار في موقع IMDb.

قالب:OlivierAward PlaySupportingPerformance